# The Only Thrill
The Only Thrill (en España: Mi única emoción) es una película estadounidense de 1997, del género dramático, dirigida por Peter Masterson y protagonizada por Diane Keaton, Sam Shepard y Diane Lane.

## Sinopsis
Reece McHenry (Sam Shepard) es dueño de un almacén de ropa y Carol Fitzsimmons (Diane Keaton) trabaja como modista. El filme sigue la historia de su relación amorosa desde los años 1960 hasta la actualidad interesándose también en la vida del hijo de Reece, Tom (Robert Patrick), y de la hija de Carol, Katherine (Diane Lane).

## Reparto
- Diane Keaton: Carol Fitzsimmons
- Sam Shepard: Reece McHenry
- Diane Lane: Katherine Fitzsimmons
- Robert Patrick: Tom Ryan McHenry
- Tate Donovan: Eddie
- Stacey Travis: Lola Jennings
- Sharon Lawrence: Joleen Quillet
- Brad Leland: Louis Quillet
- Brandon Smith: Mike

## Críticas
- "A más de uno, esta historia de amor con un punto de melancolía existencial le puede recordar Los puentes de Madison. Pero el papá de Mary Stuart Masterson no es Clint Eastwood (...) Se hace aburrida".[2]